# パナイ (砲艦)
| Uss panay |                                                                                 |
| 艦歴      |                                                                                 |
| 発注：    | 江南造船                                                                        |
| 起工:     | 1927年                                                                          |
| 進水:     | 1927年11月10日                                                                  |
| 就役:     | 1928年9月10日                                                                   |
| 退役:     |                                                                                 |
| その後:   | 1937年12月12日に戦没                                                            |
| 性能諸元  |                                                                                 |
| 排水量:   | 基準：450 トン 474 トン                                                         |
| 全長:     | 191 ft（58.2 m）                                                                |
| 全幅:     | 29 ft（8.56 m）                                                                 |
| 吃水:     | 5 ft 3 in（1.6 m）                                                              |
| 機関:     | ソーニクロフト式重油専焼水管缶2基 +直立型三段膨張式四気筒レシプロ機関2基2軸推進 |
| 最大出力: | 2,250 shp                                                                       |
| 最大速力: | 15.0 ノット                                                                     |
| 兵員:     | 士官、兵員：59名                                                                |
| 兵装:     | 7.6cm（50口径）単装速射砲2基 7.62 mm単装機銃6丁                                 |

パナイ（USS Panay (PR-5)）は、アメリカ海軍の河川砲艦。艦名はフィリピンのパナイ島に因む。その名を持つ艦としては2隻目。1937年、日本軍により沈められた（パナイ号事件）。邦訳は「パネー」と表記されることもある。

## 艦歴
中華民国の上海にあった江南造船所で建造され、1927年11月10日にエリス・S・ストーン夫人によって命名、進水、1928年9月10日に艦長ジェームズ・マッキー・ルイス少佐の指揮下就役した。
長江でのアジア艦隊に配属されたパナイは、強力な中央集権国家へと変貌しようとしていた近代化途中の中国において、1920年代から30年代にかけてアメリカ人の安全及び財産の保護を任務とし、後には日本軍からの攻勢に対抗した。長江での哨戒任務では、盗賊や敵兵からの攻撃で絶えず安全を脅かされた。そしてパナイとその姉妹艦は他国の軍が市民の安全を守るのと同じく、アメリカ船やその他の船の安全を保護した。パナイの乗員達はしばしば長江を航行するアメリカ汽船への武装護衛として貢献した。1931年に艦長R・A・ダイアー海軍少佐が以下のように報告している。
「砲艦と商船への発砲は日常的になり、長江を横断するどんな船でも砲撃されることを予想していた。」
「幸運にも中国兵は技量の劣る狙撃手であり、艦はこれまで一人の犠牲者も出さなかった。」
日本軍が中国南部に進出すると共に、アメリカの砲艦は1937年11月に南京の大使館員の大部分を避難させた。パナイはできる限りの間残りのアメリカ人を保護、避難させるためのステーション艦と指定された。最後の避難民が12月11日に乗艦した後、パナイは戦火を避けるため長江を上流に向けて出航し、3隻のアメリカ籍タンカーが共に航行した。日本海軍第三艦隊は、揚子江にパナイが進出することを知らせる連絡を受けていたものの、位置の確認に手間どったあげく現地航空部隊に通報していなかった。
12月12日、第二連合航空隊第十二航空隊司令三木森彦大佐は、陸軍からの要請を受け常州飛行場より飛行隊を発進させた。空襲を敢行した攻撃隊員は司令より「揚子江上の全艦船への攻撃」を命じられていた。
索敵中の第十三航空隊村田小隊が、南京上流約40km地点に停泊中のパナイと3隻のタンカーの存在を発見。攻撃は13時27分に開始され、水平爆撃を行った後、第十二航空隊の艦上攻撃機による急降下爆撃、戦闘機による機銃掃射が行われた。15時54分、パナイは沈没し、3名が死亡、43名の水兵及び5名の民間人が負傷した。

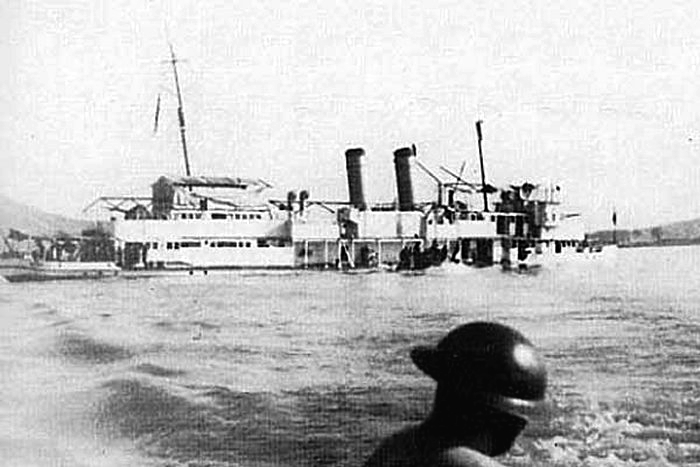
日本軍の攻撃を受け沈没するパナイ。

アメリカ大使による正式抗議が直ちに提出された。日本政府は抗議を受けつけたものの、攻撃は故意に行われた物ではないと主張した。しかし、1938年4月22日に賠償金が支払われ、事件は公式に解決された。当時の欧米での報道では、直前に発生したイギリス艦レディバードへの誤射事件や、パナイ撃沈が大きく取り上げられたため、翌日の南京陥落の扱いは小さなものになった。
当時の駐米大使であった斎藤博は日本の訓令を待たずに謝罪放送を行い、反日感情の高まりを抑えたが、日米関係は一層悪化することとなった。

## 参考リンク
- Gunboat Photo Archive 「パナイ」の写真があるページ。（英語）